# Give the People What They Want
Give the People What They Want är ett musikalbum av The Kinks, utgivet 1981 i USA och 1982 i Europa på skivbolaget Arista Records. Albumet var gruppens artonde studioalbum och var ursprungligen tänkt att bli ett konceptalbum om medias makt. Från albumet släpptes "Destroyer" och "Better Things" som singlar.

## Låtlista
(alla låtar skrivna av Ray Davies)
1. "Around the Dial" - 4:45
2. "Give the People What They Want" - 3:45
3. "Killer's Eyes" - 4:40
4. "Predictable" - 3:31
5. "Add It Up" - 3:14
6. "Destroyer" - 3:47
7. "Yo-Yo" - 4:10
8. "Back to Front" - 3:15
9. "Art Lover" - 3:22
10. "A Little Bit of Abuse" - 3:45
11. "Better Things" - 2:59

## Listplaceringar
- Billboard 200, USA: #15[1]
- VG-lista, Norge: #28[2]
- Sverigetopplistan, Sverige: #23[3]